# 2006年夏威夷地震
2006年夏威夷地震是指當地時間2006年10月15日早上7時07分49秒發生於美國夏威夷州夏威夷島（大島，Hawai'i）普阿口（Puakō）西南方10公里處的離岸地震，地震規模達到芮氏規模6.7級，造成當地多處停電。